# مغ احمد باييم (غتشين)
مغ احمد باییم (بالفارسية: مغ احمد پایین) هي قرية تقع في إيران في هرمزغان. يقدر عدد سكانها بـ 440 نسمة .